# Ziegenhainer Salatkirmes

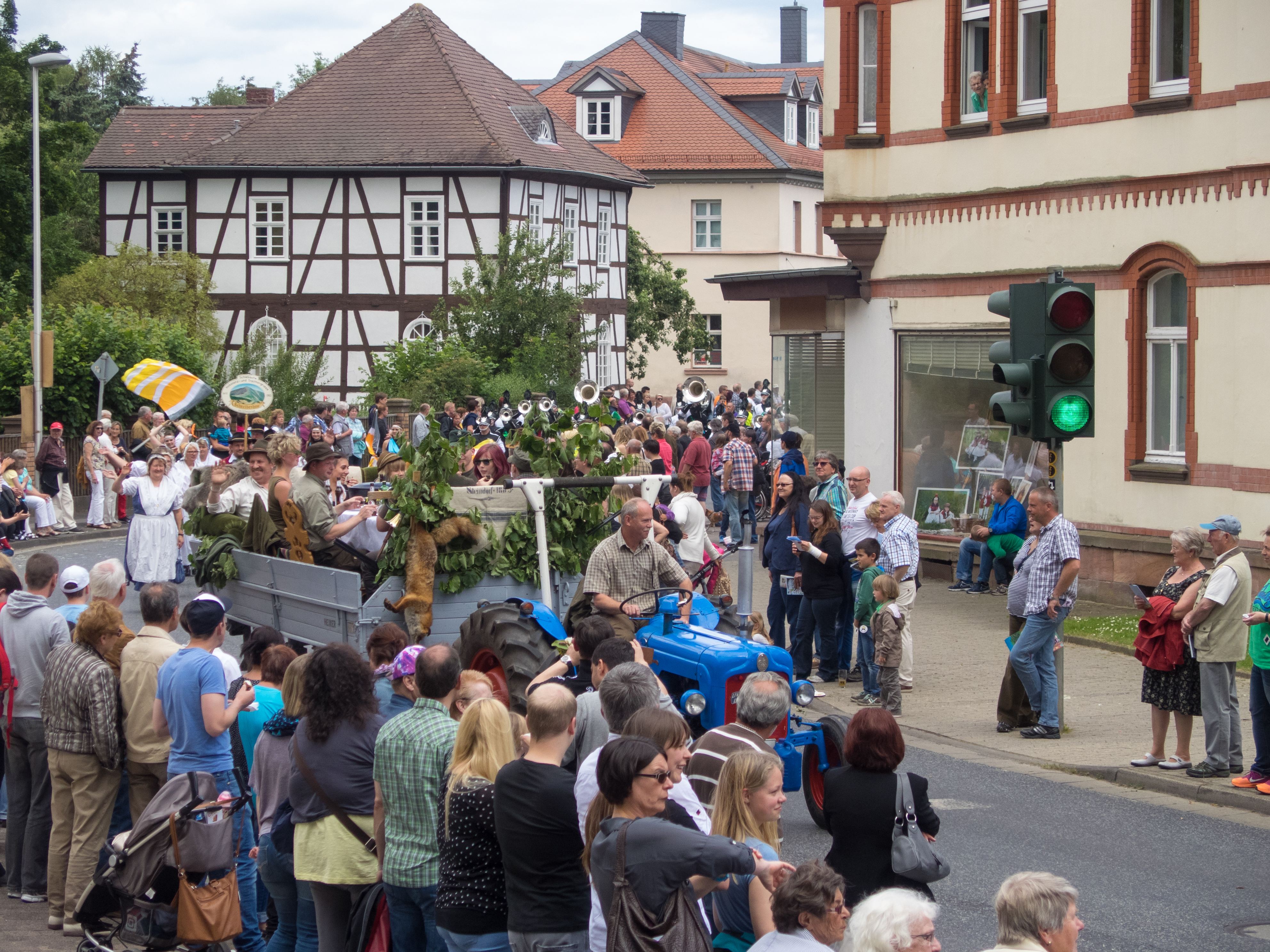
Festzug der Ziegenhainer Salatkirmes von 2014

Die Ziegenhainer Salatkirmes ist ein Volksfest im Schwalmstädter Stadtteil Ziegenhain. Die von der Stadt Schwalmstadt ausgerichtete Veranstaltung findet am zweiten Wochenende nach Pfingsten statt. Die Ursprünge der Salatkirmes reichen bis ins Jahr 1728 zurück.
Das Volksfest findet vom Mittwoch vor dem Kirmessonntag bis zum folgenden Montag statt. Die Salatkirmes bietet unter anderem ein Kulturprogramm mit Tanz- und Musikveranstaltungen, eine Kunstausstellung, einen Jahrmarkt sowie einen Festzug am Kirmessonntag.

## Geschichte und Namensableitung
Die Politik Landgraf Karls von Hessen-Kassel zielte darauf ab, dass sein Herrschaftsgebiet möglichst schnell die Folgen des Dreißigjährigen Krieges überwand. Dazu gehörte auch die Entwicklung der Landwirtschaft, um den Nahrungsbedarf der Bevölkerung und der landgräflichen Truppen zu sichern. Karl wollte die Schwälmer Bauern, die als Hauptnahrungsmittel Getreide – insbesondere Hirse – anbauten, daher vom Kartoffelanbau überzeugen. Dazu lud er 1728 zu einem Essen mit Kartoffeln und Salat nach Ziegenhain ein. Karl konnte die Bauern von seiner Idee des Kartoffelanbaus allerdings nicht überzeugen. 
Seitdem wird zur Erinnerung jährlich am zweiten Sonntag nach Pfingsten die Kirmes in Ziegenhain gefeiert. Da insbesondere der 1728 gereichte Salat den Bauern geschmeckt haben soll, entstand der Name Salatkirmes.